# OpenMosix

Diagramma del trasferimento di applicazioni in un cluster openMosix

In informatica openMosix era un gestore di cluster libero del tipo single-system image. Il gestore (il kernel Linux) è in grado di gestire la migrazione dei processi (non dei Thread) da un nodo ad un altro in modo da bilanciare il carico di lavoro sui nodi del cluster (load balancing).

## Descrizione
openMosix funziona molto bene nel caso di programmi paralleli che effettuano intense operazioni di CPU. Il programma comprende una patch al kernel Linux per abilitare la migrazione dei processi e molte distribuzioni specializzate lo utilizzano. OpenMosix non ha un controllo centralizzato di tipo master/slave. Ogni nodo agisce come un sistema autonomo, le sue decisioni sono indipendenti e si basano su una conoscenza parziale degli altri nodi.
A causa di numerosi problemi di sviluppo la versione stabile si è arrestata al kernel linux 2.4.26. Il supporto per il kernel 2.6 non ha mai passato lo stadio sperimentale; questo impediva il corretto utilizzo con processori ad architettura a 64 bit quali l'AMD64. Era possibile installare openMosix su sistemi AMD64, ma solo grazie al fatto che questi ultimi sono al 100% compatibili con le CPU X86: per cui gli AMD64 sono visti come dei semplici X86: non si possono quindi sfruttare i registri a 64 bit e nemmeno le altre migliorie architetturali delle CPU AMD64.
Il progetto venne iniziato da Moshe Bar il 10 febbraio 2002 per fornire una alternativa libera al gestore commerciale MOSIX (di cui è un progetto fork).
Moshe Bar il 15 luglio 2007 ha annunciato la fine del progetto openMosix a partire dal 1º marzo 2008. Si veda il sito ufficiale per maggiori dettagli (in lingua inglese).

### LiveCD
LiveCD GNU/Linux includenti openMosix:
- dyne:bolic
- clusterKnoppix
- Quantian (basata su clusterKnoppix)
- PlumpOS
- CHAOS (un boot cd minimale)

### Progetti simili
- MOSIX
- OpenSSI